# Sobrinho (sambista)
Fabio Crispiniano do Nascimento (?, 1951 - Rio de Janeiro, 14 de julho de 2018), conhecido como Sobrinho, foi um cantor de samba-enredo do Rio de Janeiro. Foi considerado pela imprensa especializada como um dos grandes sambistas de sua época.

## Biografia
Sobrinho chegou à Mangueira e 1973, levado pelo compositor Tolito, tornando-se animador de quadra na escola. O cantor oficial da escola, Jamelão, o chamava de "sobrinho", sendo aí a origem de seu nome artístico.
Entre 1981 e 1984, foi intérprete oficial dos sambas da Unidos da Tijuca, escola pelo qual foi homenageado num evento de quadra em 2010.
Cantou ainda em outras escolas, tais como a Santa Cruz, Unidos de Vila Isabel e Império Serrano.
De volta à Mangueira, atuou novamente como cantor de apoio de Jamelão em 1995, seu último ano como cantor na Marquês de Sapucaí. Após, transferiu-se para o Carnaval de Manaus, onde atuou por 20 anos e conquistou diversos prêmios.
Na década de 2010, já aposentado, passou por algumas dificuldades financeiras e de saúde. Ainda assim, era frequentemente visto em bares da Tijuca, onde morava, e costumava cantar sambas com vizinhos. Faleceu aos 67 anos, vítima de infarto.